# Cheratodermia da loricrina
La cheratodermia da loricrina (nota anche come sindrome di Camisa) è un'anomalia della cheratinizzazione a trasmissione autosomica dominante che coinvolge principalmente i palmi delle mani e le piante dei piedi.

## Epidemiologia
Si sviluppa nell'infanzia, generalmente prima dei 5 anni di età.

## Eziologia
La patologia è causata da mutazioni nel gene della loricrina, sul cromosoma 1, nel locus 1q21.3. La loricrina è una proteina ricca di glicina, importante costituente dell'envelope corneo dell'epidermide. Queste mutazioni portano alla formazione di un peptide C-terminale ricco in arginina che contiene segnali di riconoscimento nucleare, per questa ragione la loricrina mutata viene sequestrata nel nucleo. Questo comporta alterazioni dell'envelope corneo e della funzione di barriera della cute.

## Istopatologia
Si riscontra ipercheratosi paracheratosica. È possibile identificare alla microscopia elettronica la presenza di loricrina nei nuclei dei cheratinociti dello strato corneo.

## Clinica
Il paziente presenta ipercheratosi palmo-plantare con tipico aspetto della cute, definito a "nido d'ape", a bordi sfumati. Attorno alle dita ed in particolare nelle pieghe sopra le articolazioni interfalangee è comune la formazione di bande cicatriziali costrittive che possono portare all'autoamputazione delle dita che si presentano gonfie e moderatamente eritematose. Alla nascita è possibile il riscontro di una desquamazione generalizzata compatibile con una leggera ittiosi, che può passare inosservata o persistere. Sono stati riportati casi di collodion baby. È possibile il riscontro di cheratosi verrucose. La patologia non presenta caratteristiche cliniche extracutanee.

## Diagnosi
Per una diagnosi di certezza è necessaria l'identificazione della presenza di loricrina nel nucleo dei cheratinociti compresi tra lo strato corneo e lo strato spinoso.

## Terapia
È basata sull'utilizzo di isotretinoina e acitretina.